# بيت غفر (همدان)

تعديل مصدري - تعديل

بيت غفر هي إحدى قرى عزلة جشم بمديرية همدان التابعة لمحافظة صنعاء، بلغ تعداد سكانها 3014 نسمة حسب تعداد اليمن لعام 2004.